# Ocinebrina hybrida
Ocinebrina hybrida is een slakkensoort uit de familie van de Muricidae. De wetenschappelijke naam van de soort is voor het eerst geldig gepubliceerd in 1876 door Aradas & Benoit.